# Composition A
Composition A, oft verkürzt zu Comp A, ist eine Familie von Sprengstoffen aus phlegmatisiertem RDX. Da RDX zu empfindlich ist, um es direkt in Granaten zu verwenden, muss es mit anderen Stoffen wie z B. Wachs ein stabileres Gemisch bilden. Im Zweiten Weltkrieg entwickelte das Vereinigte Königreich Composition A. Es enthielt neun Prozent Bienenwachs. Composition A2 enthielt hingegen synthetisches Wachs. Composition A und A2 werden nicht mehr verwendet. Composition A wurde in die Granaten unter hohem Druck eingepresst.
|           | RDX (in %) | Zusatzstoffe                           |
| --------- | ---------- | -------------------------------------- |
| A3        | 91,0       | 9,0 % Wachs                            |
| A3 Typ 11 | 90,8       | 9,2 % Polyethylen                      |
| A4        | 97,0       | 3,0 % Wachs                            |
| A5 Typ 1  | 98,5       | 1,5 % Stearinsäure                     |
| A5 Typ 11 | 98,0       | 1,6 % Stearinsäure, 0,4 % Schmierstoff |
| A6        | 86,0       | 14,0 % Wachs                           |